# Constantin Iliescu
Constantin Iliescu (1902 – ?) román nemzetközi labdarúgó-játékvezető.	

## Pályafutása

### Nemzeti kupamérkőzések
Vezetett kupadöntők száma: 1.

#### Román kupa
| Időpont          | Helyszín                | Mérkőzés típusa | Mérkőzés                                     | Eredmény | Nézők száma |
| ---------------- | ----------------------- | --------------- | -------------------------------------------- | -------- | ----------- |
| 1935. június 21. | Venus Stadion, Bukarest | döntő           | Ripensia Timișoara–Unirea Tricolor București | 5 : 1    | 18 000      |

#### Nemzetközi játékvezetés
A Román labdarúgó-szövetség Játékvezető Bizottsága (JB) terjesztette fel nemzetközi játékvezetőnek, a Nemzetközi Labdarúgó-szövetség (FIFA) 1947-től tartotta nyilván bírói keretében. Több nemzetek közötti válogatott és klubmérkőzést vezetett, vagy működő társának partbíróként segített. Az aktív nemzetközi játékvezetéstől 1948-ban a FIFA 45 éves korhatárát elérve búcsúzott. Válogatott mérkőzéseinek száma: 6.

#### Jugoszláv bajnokság
A második világháború következtében nem volt bajnoki és kupamérkőzés, a Jugoszláv Királyság bajnokságban biztosított volt játéklehetőség.
| Időpont          | Helyszín                      | Mérkőzés típusa               | Mérkőzés                            | Eredmény | Nézők száma |
| ---------------- | ----------------------------- | ----------------------------- | ----------------------------------- | -------- | ----------- |
| 1940. június 22. | Megyeri úti Stadion, Budapest | bajnoki forduló (2. mérkőzés) | Újpesti TE–HŠK Građanski Zagreb     | 0 : 1    | 8 000       |
| 1940. június 23. | Üllői úti Stadion, Budapest   | bajnoki forduló (2. mérkőzés) | Ferencvárosi TC–SK Slavija Sarajevo | 11 : 1   | 10 000      |

## Statisztika

### Nemzetközi válogatott mérkőzései
| #  | Dátum               | Helyszín                    | Hazai        | Eredmény | Vendég        | Kiírás      | Gólok | Esemény |
| -- | ------------------- | --------------------------- | ------------ | -------- | ------------- | ----------- | ----- | ------- |
| 1. | 1947. június 29.    | Belgrád, Partizan Stadion   | Jugoszlávia  | 2 – 3    | Magyarország  | Balkán-kupa | -     |         |
| 2. | 1947. augusztus 17. | Budapest, Üllői úti stadion | Magyarország | 9 – 0    | Bulgária      | Balkán-kupa | -     |         |
| 3. | 1947. október 19.   | Belgrád, JNA-stadion        | Jugoszlávia  | 7 – 1    | Lengyelország | barátságos  | -     |         |
| 4. | 1948. július 4.     | Szófia, Junak Stadion       | Bulgária     | 1 – 3    | Jugoszlávia   | Balkán-kupa | -     |         |
| 5. | 1948. augusztus 29. | Szófia, Junak Stadion       | Bulgária     | 1 – 0    | Csehszlovákia | Balkán-kupa | -     |         |
| 6. | 1948. november 7.   | Szófia, Junak Stadion       | Bulgária     | 1 – 0    | Magyarország  | Balkán-kupa | -     |         |
|    | Összesen            |                             |              | 6        | mérkőzés      |             |       |         |